# Wierzbowa (powiat poddębicki)
Wierzbowa – wieś w Polsce położona w województwie łódzkim, w powiecie poddębickim, w gminie Wartkowice.
| SIMC    | Nazwa              | Rodzaj                          |
| ------- | ------------------ | ------------------------------- |
| 1040349 | Dorszlejn          | część wsi (zniesiona w 2023 r.) |
| 1040361 | Kolonijka          | część wsi (zniesiona w 2023 r.) |
| 1040409 | Wierzbowa Woźnicka | część wsi (zniesiona w 2023 r.) |

W latach 1975–1998 miejscowość należała administracyjnie do województwa sieradzkiego.